# Cabañas de Yepes
Cabañas de Yepes ist eine zentralspanische Gemeinde mit 306 Einwohnern (Stand: 2024) in der Provinz Toledo der Region Kastilien-La Mancha.

## Lage und Klima
Cabañas de Yepes liegt im Norden der historischen Landschaft der La Mancha ca. 55 km (Fahrtstrecke) ostnordöstlich der Stadt Toledo in einer Höhe von ca. 700 m.
Das Klima im Winter ist rau, im Sommer dagegen trocken und warm.

## Bevölkerungsentwicklung
| Jahr      | 1970 | 1981 | 1991 | 2001 | 2011 | 2021 |
| Einwohner | 487  | 301  | 251  | 258  | 331  | 301  |

## Sehenswürdigkeiten
- Kirche Mariä Himmelfahrt (Iglesia de Nuestra Señora de la Asunción)
- Sebastianuskapelle
- Rathaus

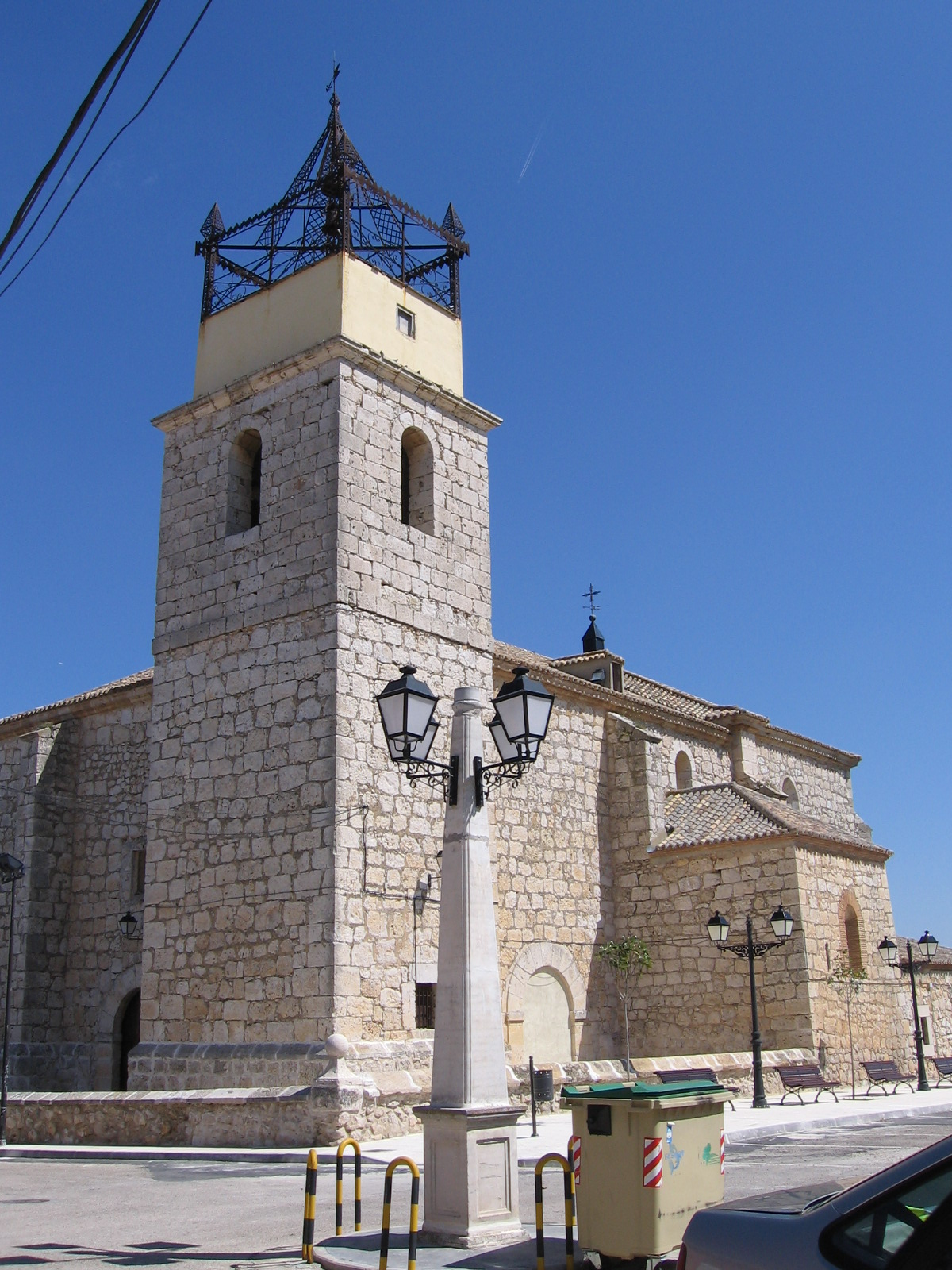
Kirche Mariä Himmelfahrt
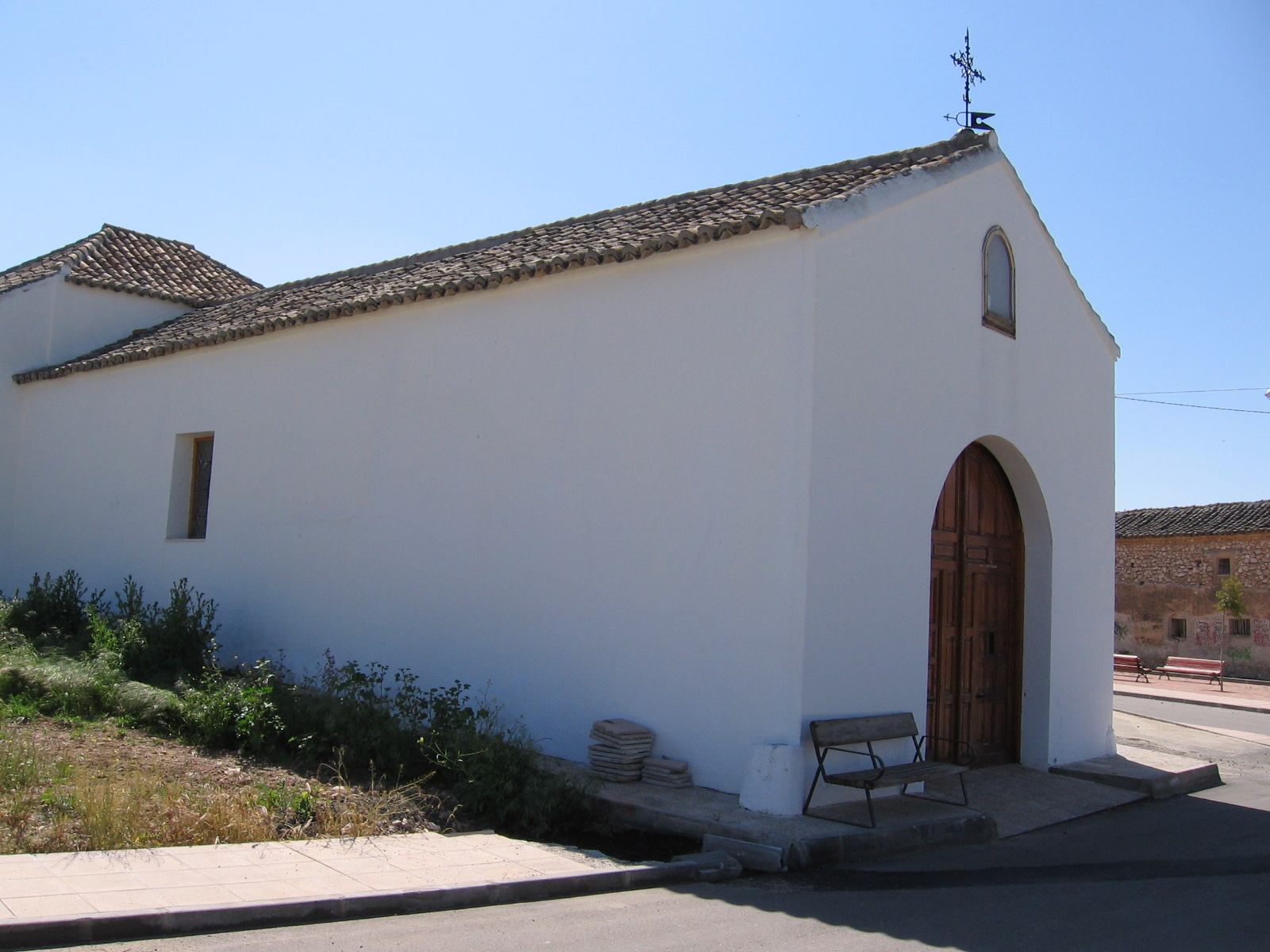
Sebastianuskapelle
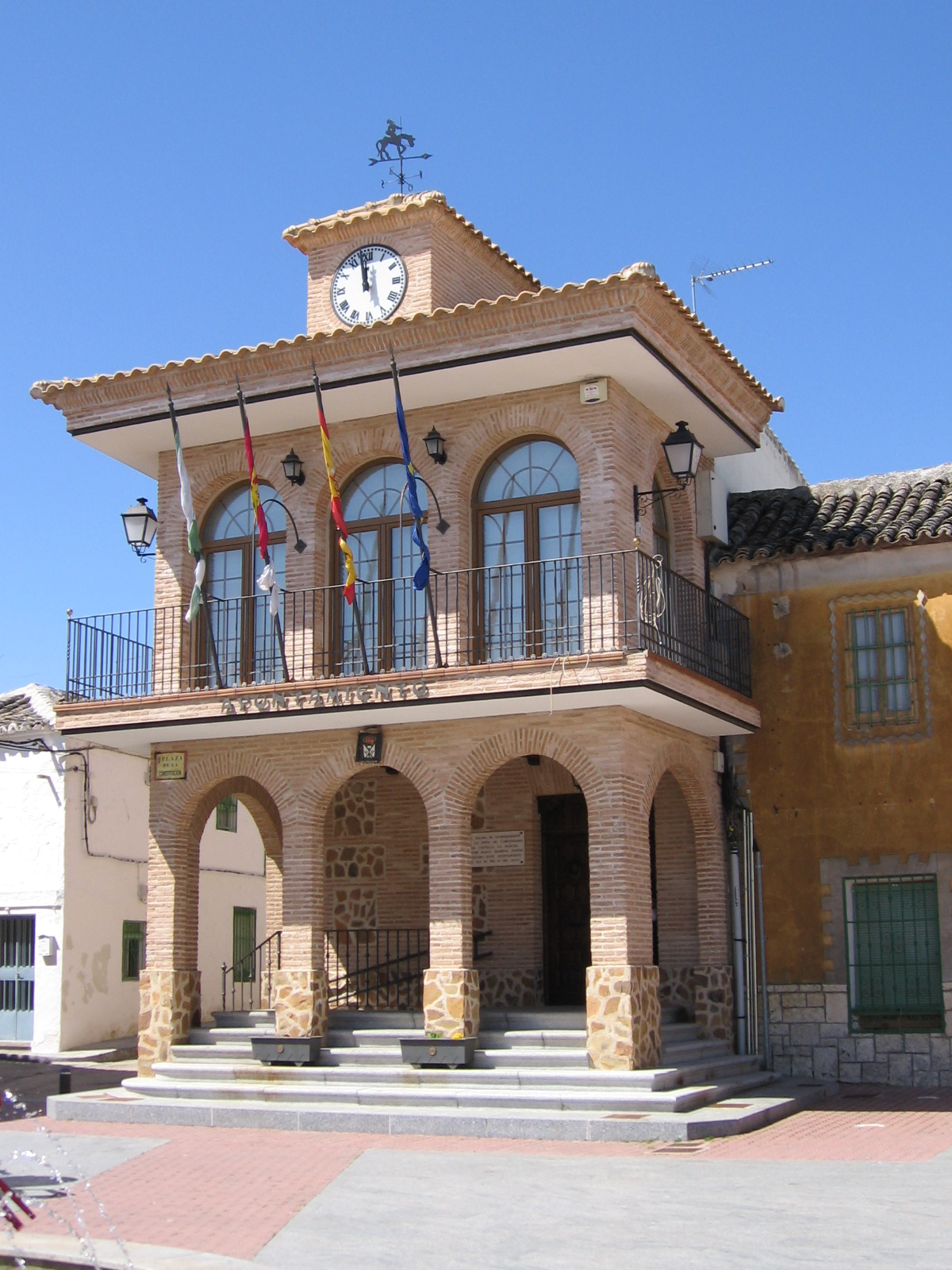
Rathaus